# Pintor de Harrow
El Pintor de Harrow fue un pintor de griego antiguo de cerámica arcaica de figuras rojas. El pintor fue nombrado por John Beazley  por un enócoe en la Old Speech Room Gallery colección de la Harrow School. El enócoe muestra la imagen de un apuesto muchacho que sostiene un aro. Treinta y nueve vasos le han sido atribuidos.